# Coulombiers, Sarthe
Coulombiers är en kommun i departementet Sarthe i regionen Pays de la Loire i nordvästra Frankrike. Kommunen ligger i kantonen Beaumont-sur-Sarthe som tillhör arrondissementet Mamers. År 2018 hade Coulombiers 473 invånare.

## Befolkningsutveckling
Antalet invånare i kommunen Coulombiers
| Referens: INSEE |